# Hrabstwo Rockcastle

Piramida wieku hrabstwa

Hrabstwo Rockcastle – hrabstwo w USA, w stanie Kentucky. Według danych z 2010 roku, hrabstwo zamieszkiwało 17056 osób. Siedzibą hrabstwa jest Mount Vernon.

## Miasta
- Brodhead
- Livingston
- Mount Vernon